# فرودگاه شهری پرینستن، مین
 فرودگاه شهری پرینستن، مین (به انگلیسی: Princeton Municipal Airport (Maine)) یک فرودگاه همگانی بهره‌برداری هوایی با کد یاتا PNN است که یک باند فرود آسفالت دارد و طول باند آن ۱۲۱۹ متر است. این فرودگاه در کشور ایالات متحده آمریکا قرار دارد و در ارتفاع ۸۱ متری از سطح دریا واقع شده است.